# Anne Berit Eid
Anne Berit Eid, född 13 juni 1957,är en norsk orienterare som blev världsmästare individuellt 1978 och tog VM-silver i stafett 1979.
Hon tävlade för Romerikslagets IL.